# Canton de Grand-Bourg
Le canton de Grand-Bourg est une ancienne division administrative française, située dans le département de la Guadeloupe et la région Guadeloupe.

## Composition
Le canton de Grand-Bourg comprenait une commune : 
- Grand-Bourg : 5 893 habitants

## Représentation
| Période                                                 | Période          | Identité         | Étiquette                      | Qualité |
| ------------------------------------------------------- | ---------------- | ---------------- | ------------------------------ | --- |
| 1945                                                    | 1970             | Furcie Tirolien  | Rad. puis RPF puis RS puis UNR | Instituteur, directeur d'école Président du Conseil Général (1931-1935, 1938-1939 et 1949-1950) Député (1951-1958) Maire de Grand-Bourg (1925-1940 et 1945-1965) |
| 1970                                                    | 1982             | Marcel Etzol     | RI puis UDF-PR                 | Entrepreneur Maire de Grand-Bourg (1965-1981) |
| 1982                                                    | 1994             | Jean Girard      | PCG→PPDG                       | Chef d'entreprise Maire de Grand-Bourg (1981-1989) |
| 1994                                                    | 1996 (démission) | Patrice Tirolien | PS                             | Enseignant Suppléant du député Frédéric Jalton (1993-1995) - Député (1995-1997) Conseiller régional (1992-2009) Maire de Grand-Bourg (1989-2013)                 |
| 1996                                                    | 2008             | José Pasbeau     | FGPS                           | Proviseur de lycée Conseiller municipal de Grand-Bourg |
| 2008                                                    | 2015             | Jean Girard      | DVG                            | Chef d'entreprise Ancien maire de Grand-Bourg (1981-1989) |
| Les données antérieures ne sont pas encore mentionnées. |                  |                  |                                | |